# 限りなき前進
『限りなき前進』（かぎりなきぜんしん）は、1937年11月3日に公開された内田吐夢監督、小杉勇主演の日本映画。製作は日活多摩川撮影所。小津安二郎が原作を執筆したこの作品は、勤務する会社のリストラ（定年制の実施）によって主人公が精神に異状をきたすという深刻な物語を喜劇タッチで描くという異色作で、淀川長治など熱狂的なファンの支持を得ていることでも知られる。元の上映時間は99分となっているが、オリジナル版が消失したために現存するバージョン（フィルムセンター収蔵版）は60分を切る不完全なものである。

## スタッフ
- 監督：内田吐夢
- 原作：小津安二郎
- 脚本：八木保太郎
- 撮影：碧川道夫
- 音楽：山田栄一
- 録音：平林竜雄

## キャスト
- 徳丸：小杉勇
- 徳丸の妻：滝花久子
- 95銭の文子：轟夕起子
- 雄一：片山明彦
- 北：江川宇礼雄
- 北の母：紅沢葉子
- 会社員：見明凡太郎
- 会社員：潮万太郎
- 総務部長：飛田喜佐夫
- 専務：北龍二
- 菊池良一
- 中村英雄
- 加藤章
- 上代勇吉

## あらすじ
戦前の東京。ある会社に25年間勤続する男・徳丸が定年解雇を言い渡される。逆に昇進すると信じて疑わず家まで新築していた徳丸は、生活の基盤を一挙に失い絶望する。
絶望の淵をさまよううち、いつしか徳丸は自分が部長に昇進した妄想にとらわれて発狂し、幻想と現実の区別がつかなくなって出社して、同僚や家族を困らせるようになる。

## オリジナル版消失
終戦後、内田が満州に残留している間に、GHQの検閲を受けない現代劇ということで『限りなき前進』がリバイバル公開されたが、その際、オリジナルのネガに手を加えてラストをハッピーエンドにするという改変が行われた。GHQの方針によるものとも、出演者の意向によるものとも言われているが、改変の経緯は不明である。1954年に帰国した内田は改変の報を聞くと激怒し、再度オリジナルの状態に戻そうとしたがネガもプリントも発見できず、非常手段として改変版で自分の意に沿わない部分を大幅にカットし、そこに本来あったシーンの解説字幕を入れるという未完全版を作成することになった。現存している東京国立近代美術館フィルムセンター収蔵版がこの未完全版であり、現実と妄想の区別がつかなくなった主人公が会社の同僚を招いて宴会をやっている料亭に、娘とその恋人が迎えに来る廊下のカット以降エンディングまでが全てカットされている。内田のトーキー以降の代表作では他に『土』（1939年）が未完全版として現存しているが、こちらは終戦後満州に侵攻したソ連軍が戦利品として持ち去ったプリントが何らかの事情でカットされた後、1960年代に東ドイツで発見されるという経緯があり、『限りなき前進』とは状況が異なっている。『限りなき前進』については、最近でも完全版の探索が細々と続けられている。

## エピソード
- この作品は、後の日本映画では頻繁に見受けられるようになるスポンサー企業とのタイアップ戦略の初期形を見ることができる。この作品の場合は森永製菓であり、轟夕起子が川の岸辺にしゃがみこみ森永ミルクチョコレート（最近復刻販売されたパッケージとほぼ同じデザイン）を食べ、紙パッケージの裏に印刷されている占いを読むという、今となっては貴重な場面である。
- この作品が若い観客にも知られるようになったのは、淀川長治の力によるものが大きい。1970年代に淀川長治がTBSラジオで受け持っていた『淀川長治私の映画の部屋』で、日本映画の名作として全編のストーリーを語りおろしている。現存しないラストシーンも臨場感たっぷりに語っていて、淀川の語りの中でも一、二を争うものとなっている[独自研究?]。なお、淀川はキネマ旬報社の日本映画史上ベストテンや蓮実重彦、山田宏一との対談集『映画千夜一夜』巻末のベスト100でも、『限りなき前進』を挙げている。

## リメイク

### 1957年版
- 東芝日曜劇場（KR）で、1957年4月14日、21:00〜22:00[1]に『限りなき前進』のタイトルのまま、リメイク放送している。小杉勇の主人公・徳丸を菅井一郎が、轟夕起子の文子役を武藤礼子が、江川宇礼雄の北役を木村功がそれぞれ演じている。クレジットでは原作＝小津安二郎、オリジナルシナリオ＝八木保太郎の名前はあるが、内田吐夢の名前は見当たらない。

#### 出演
- 菅井一郎
- 坪内美詠子
- 武藤礼子
- 日地谷周二
- 木村功
- 芦田伸介
- 七尾伶子
- 魚住純子
- 梶哲也

#### スタッフ
- 脚本：八木保太郎
- 演出：石川甫
- 制作：KR（現・TBSテレビ）

### 1962年版
- 1962年11月9日、20:00〜21:00[2]に近鉄金曜劇場（朝日放送[注釈 1]・TBS系列）でもリメイク版が放送され、主演を東野英治郎が務めている。

#### 出演
- 東野英治郎
- 楠田薫
- 樋口年子
- 藤田安男
- 井川比佐志

#### スタッフ
- 脚本：八木保太郎
- 演出：宮武昭夫
- 制作：TBS

### 1976年版
- 1976年2月7日、20:00〜21:25[3]にNHK土曜ドラマ枠「懐かしの名作シリーズ」の一作として、同じタイトルでリメイク版が放送されている。こちらは脚本を山内久・立原りゅうが担当し、主役を船越英二、娘役を仁科明子が演じている。

#### 出演
- 船越英二
- 仁科明子
- 村野武範
- 丹阿弥谷津子
- 久米明
- 森塚敏
- 下条正巳
- 対談：小杉勇、荻昌弘

#### スタッフ
- 脚本：山内久、立原りゅう
- 演出：清水満
- 制作：NHK

### 前後番組
| TBS系 近鉄金曜劇場（1962年11月9日） | TBS系 近鉄金曜劇場（1962年11月9日） | TBS系 近鉄金曜劇場（1962年11月9日） |
| 前番組                              | 番組名                              | 次番組                              |
| ----------------------------------- | ----------------------------------- | ----------------------------------- |
| 京洛の女                            | 限りなき前進                        | 裏町の女                            |